# Mateusz Brzostek
Mateusz Brzostek (ur. 5 listopada 1970) – polski lekkoatleta specjalizujący się w skoku o tyczce, medalista mistrzostw Polski.

## Życiorys
Był zawodnikiem Legii Warszawa.
Na mistrzostwach Polski seniorów wywalczył trzy brązowe medale w skoku o tyczce: w 1990, 1993 i 1994. W tej samej konkurencji zdobył też brązowy medal halowych mistrzostw Polski seniorów w 1993.
Rekord życiowy w skoku o tyczce: 5,10 (23.05.1992).